# Radio Tapok
Оле́г Никола́евич Абра́мов, известный под псевдонимом Radio Tapok — российский музыкант-мультиинструменталист, лидер одноимённой рок-группы и автор одноимённого YouTube-канала. Первоначально прославился как создатель эквиритмичных переводов известных произведений, а также рок-версий российских и советских песен. С 2022 года начал выпускать собственные альбомы, в которых воспеваются исторические события, преимущественно из российской истории.
Radio Tapok создавал русские кавер-песни таких групп, как Linkin Park, Rammstein, Sabaton, Twenty One Pilots, Imagine Dragons, Powerwolf, Depeche Mode, Disturbed, Slipknot, Five Finger Death Punch, Iron Maiden, Король и Шут, Manowar, Nirvana, Skillet, Gorillaz. Отличительной чертой каверов является подстройка под характерный стиль оригинального исполнителя, включая манеру вокала.

## Биография
Олег Николаевич Абрамов родился 15 февраля 1989 года в посёлке Парфино (Новгородской области). После окончания школы будущий музыкант переехал в Старую Руссу и отучился в профлицее на повара-кондитера.
6 июля 2007 года Абрамов переезжает в Москву. Там же в 2008 году Абрамов присоединился к группе «ПопКорн» из Магнитогорска, созданной в 2002 году в качестве второго гитариста и вокалиста. В 2010 году Олег попросил своих подписчиков отправить ему треки, на которые бы они хотели бы услышать русскоязычные каверы. Первым таким треком стал «First Date» группы «Blink-182». В 2016 году Олег и другие музыканты группы создали проект Radio Tapok. Треки выкладываются на одноимённом YouTube-канале.

В интервью Стасу Ярушину Олег говорил:
«Никакого логического объяснения, просто свободный домен был… есть такая группа „НАИВ“, у неё вокалист „Чача“, он сделал себе сольный проект „Radio Чача“, а когда я тоже начал делать сольный проект, не нашёл ничего лучше, как просто сделать название „Radio Tapok“». 
Ранее Олег говорил, что в юношеском возрасте у него была кличка «Тапок», которую он использовал в качестве никнейма в интернете.
Журналист Чад Чайлдерс из интернет-журнала Loudwire отмечал, что кавер-версия песни «Moving On» группы Asking Alexandria сделана близко к оригиналу и настолько качественно, что гитарист группы Бен Брюс написал в твиттере, что это хороший кавер, и они будут рады сыграть вместе с авторами кавера, когда приедут в Россию в апреле.
В 2019 году участники шведской метал-группы Sabaton обратились к Radio Tapok с просьбой осветить выход песни «The Attack of the Dead Men», посвящённой «атаке мертвецов» на Восточном фронте Первой мировой войны, из их нового цикла Great War, что было исполнено в виде русского кавера, опубликованного на YouTube-канале 18 июля 2019 года — на один день раньше, чем оригинал песни по  согласованию с группой. По словам участника группы Sabaton, они хотели, чтобы все полностью понимали смысл их текстов на историческую тематику, на которые они тратят много времени. В следующем году Radio Tapok принимал участие в концертах Sabaton в Москве и Санкт-Петербурге.
В 2021 году группа Sabaton выпустила кавер на песню Radio Tapok «Битва за Москву», посвящённой одноимённому сражению, оригинал которой был сделан в их фирменном стиле.
15 февраля 2022 года Radio Tapok начал тур по Украине, но 24 февраля он был прерван после концерта в Николаеве из-за начала войны с Россией, после чего группа вернулась в Россию. Спустя месяц Radio Tapok выпускает альбом «Наследие» с песнями, посвящёнными сражениям российской истории, бомбардировкам Югославии и политическому кризису в 1993 году.
7 июня 2022 года Абрамов, будучи пассажиром легкового Porsche, попал в ДТП на Пятницком шоссе у деревни Брёхово городского округа Химки Московской области, где погиб водитель автомобиля.
В марте 2023 года Radio Tapok подал заявку на президентский грант для выпуска своего следующего альбома и создания семи клипов, а также на проведение концерта в одной из воинских частей на сумму 21,6 млн рублей в целях «поддержания высокого боевого духа солдат и офицеров действующей армии, укрепления духовно-нравственного единства фронта и тыла».
12 июня 2023 года группа выступила на Дне России в Санкт-Петербурге. 1 августа того же года состоялся выход второго альбома Олега  — «Эпоха Империй».
В октябре 2023 года Radio Tapok удалил кавер на песню «Это пройдёт» группы «Порнофильмы» со своего YouTube-канала и из группы «ВКонтакте», в песне музыканты пели о репрессиях в России, упоминали дело «Сети», сбитый MH17, войну в Донбассе, пытки и массовые задержания вышедших на митинги, также там была строчка о будущей смерти диктатора.
18 марта 2024 года Radio Tapok выступил на провластном митинге-концерте, посвящённом десятилетию аннексии Крыма и победе Владимира Путина на президентских выборах, исполнив песню «Смута». На июнь-июль того же года были запланированы концерты в Крыму: в Севастополе, Симферополе, Ялте, Евпатории и Феодосии.
5 июля 2024 года вышел новый сингл «Императрица», в котором Олег продемонстрировал свои навыки мультиинструменталиста, сыграв в кадре на всех инструментах. На ноябрь был запланирован выход следующего сингла, а в декабре запланированы большие концерты в Москве и Санкт-Петербурге.
8 ноября 2024 года вышел новый сингл «Фрау Чёрная смерть», а на следующий день вышел клип к данной песне. В тот же день Олег сообщил, что уже готовит третий студийный альбом «Блицкриг», который будет посвящён тематике Великой Отечественной войны и выйдет в 2025 году.
21 февраля 2025 года вышел новый сингл под названием «Злой город». Песня посвящена обороне Козельска. В тот же день был выпущен клип к данной песне и анонсирован стадионный тур по России.

## Личная жизнь
С 2015 года был женат на Евгении Костюковой. В мае 2016 года родилась дочь Екатерина. Позже Олег расстался с Евгенией, сохранив с ней хорошие отношения; пара продолжает совместно воспитывает дочь.
С 2020 года Олег в отношениях с Татьяной Зотовой, в феврале 2024 года у пары родилась дочь Мирослава. В 2025 пара сыграла свадьбу.

## Награды
- 2025 — победитель XVIII ежегодной музыкальной премии «Чартова Дюжина» радиостанции «Наше радио» в номинации «Солист»[21].

## Собственные альбомы

### «Наследие» (2022)
| №                   | Название                  | Историческое событие                                                                  | Длительность |
| ------------------- | ------------------------- | ------------------------------------------------------------------------------------- | ------------ |
| 1.                  | «Цусима»                  | Цусимское сражение                                                                    | 4:49         |
| 2.                  | «Высота 776»              | Бой у высоты 776                                                                      | 3:04         |
| 3.                  | «Жизнь за царя»           | Подвиг Ивана Сусанина                                                                 | 3:39         |
| 4.                  | «Операция «Союзная сила»» | Бомбардировки Югославии (1999)                                                        | 3:36         |
| 5.                  | «Битва за Москву»         | Битва за Москву                                                                       | 4:03         |
| 6.                  | «Песнь пустыни»           | Крестовые походы                                                                      | 3:38         |
| 7.                  | «Чёрный октябрь»          | События сентября — октября 1993 года в Москве                                         | 3:48         |
| 8.                  | «Халхин-Гол»              | Бои на Халхин-Голе                                                                    | 4:35         |
| 9.                  | «Мясной бор»              | Любанская наступательная операция и Операция по выводу из окружения 2-й ударной армии | 5:56         |
| Общая длительность: | Общая длительность:       | Общая длительность:                                                                   | 37:08        |

### «Эпоха Империй» (2023)
| №                   | Название            | Историческое событие                      | Длительность |
| ------------------- | ------------------- | ----------------------------------------- | ------------ |
| 1.                  | «Петропавловск»     | Петропавловская оборона                   | 4:00         |
| 2.                  | «Распутин»          | Убийство Распутина, Февральская революция | 3:45         |
| 3.                  | «Белая Лилия»       | Подвиг Лидии Владимировны Литвяк          | 3:45         |
| 4.                  | «Гангут»            | Гангутское сражение, Северная война       | 4:44         |
| 5.                  | «Смута»             | Смутное время                             | 3:38         |
| 6.                  | «Ермак»             | Сибирский поход Ермака                    | 4:25         |
| 7.                  | «Искупление огнём»  | Раскол Русской церкви                     | 4:26         |
| 8.                  | «Гвардия Петра»     | Битва при Нарве                           | 3:45         |
| Общая длительность: | Общая длительность: | Общая длительность:                       | 32:28        |

## Состав
Помимо вокалиста и мультиинструменталиста Олега Абрамова в проекте в разное время принимали участие:
- Александр Магазеев — гитара
- Александр Евстифеев — бас-гитара, бэк-вокал
- Данил Ивлев — гитара, бэк-вокал
- Денис Цирельсон — ударные (ныне в составе)
- Александр Иванов — звукорежиссёр (ныне в составе)
- Александр Солдатов — оператор, монтажер (ныне в составе)
- Евгений Козлов — гитара, бэк-вокал (с 2024 года)
- Александр Мамонтов — бас-гитара, бэк-вокал (с 2024 года)